# Episodi di Drei Damen vom Grill (sesta stagione)
La sesta stagione della serie televisiva Drei Damen vom Grill è stata trasmessa in anteprima in Germania nel corso del 1984.
| nº | Titolo originale                   | Titolo italiano | Prima TV Germania | Prima TV Italia |
| -- | ---------------------------------- | --------------- | ----------------- | --------------- |
| 1  | Kein Anschluss unter dieser Nummer | inedito         | 1984              | inedito         |
| 2  | Einbildung is ooch 'ne Bildung     | inedito         | 1984              | inedito         |
| 3  | Kungeleien                         | inedito         | 1984              | inedito         |
| 4  | Die verkaufte Braut                | inedito         | 1984              | inedito         |
| 5  | Laßt Blumen sprechen               | inedito         | 1984              | inedito         |
| 6  | Gemischte Gefühle                  | inedito         | 1984              | inedito         |
| 7  | Die Fahrradzicke                   | inedito         | 1984              | inedito         |
| 8  | Ein Herz für Pico                  | inedito         | 1984              | inedito         |
| 9  | Ein Viertel Pferd                  | inedito         | 1984              | inedito         |
| 10 | Sie haben wohl 'n Vogel?           | inedito         | 1984              | inedito         |
| 11 | Krumme Touren                      | inedito         | 1984              | inedito         |
| 12 | Stichwort: Herzenssache            | inedito         | 1984              | inedito         |
| 13 | Oma vor Gericht                    | inedito         | 1984              | inedito         |